# Nycticorax megacephalus
La nitticora di Rodrigues (Nycticorax megacephalus Milne-Edwards, 1873) è un uccello estinto appartenente alla famiglia degli Ardeidi.
Su questa specie, endemica dell'isola Rodrigues vicino a Mauritius ed estinta tra il 1726 e il 1761, si hanno notizie frammentarie. Fu descritta da Leguat nel 1708 e da Tafforet nel 1726; Leguat specificò che era facile da catturare e per questo probabilmente fu oggetto di un'intensa caccia; Pingré nel 1761 scrisse che non era più possibile vederla sull'isola.